# Kenema
Kenema est la troisième plus grande ville de la Sierra Leone. Elle est située dans le district de Kenema dans la province orientale à environ 300 km à l'est-sud-est de la capitale Freetown et a une population estimée à 164 125 habitants. 
La ville est un important centre de commerce des diamants grâce à des gisements dont le premier a été découvert en 1931 et sert de centre économique et financier du pays.  

## Religion
Kenema est le siège d'un évêché catholique créé le 11 novembre 1970.

## Personnalités liées à la commune
- Mohamed Kallon : joueur de football (né en 1979)